# Comuna Väike-Maarja
Rägavere este o comună (vald) din Comitatul Lääne-Viru, Estonia.
Comuna cuprinde 3 târgușoare (alevik) și 32 sate.

Reședința comunei este târgușorul Väike-Maarja.